# M. S. Valiathan
Marthanda Varma Sankaran Valiathan, né le 24 mai 1934 à Mavelikkara, dans le district d'Alappuzha et mort le 17 juillet 2024 à Manipal, est un chirurgien cardiaque indien.

## Biographie
M. S. Valiathan naît le 24 mai 1934 à Mavelikkara, dans le district d'Alappuzha au Kerala.  
Après avoir obtenu son diplôme de médecine à l'université du Kerala en 1956, il se spécialise en chirurgie cardiaque dans les institutions les plus prestigieuses du monde, dont l'université Johns Hopkins et l'université de Liverpool.
Il connaît une illustre carrière qui s'étend sur plus de sept décennies, marquée par sa quête incessante d'innovation médicale et d'éducation.
M. S. Valiathan meurt le 17 juillet 2024 à Manipal.